# Jarron Collins
Jarron Collins (Northridge, California; 2 de diciembre de 1978) es un exjugador y entrenador estadounidense de baloncesto que disputó 10 temporadas en la NBA y que actualmente es entrenador asistente en los New Orleans Pelicans. Con 2,13 metros de altura, jugaba en la posición de pívot.
Es el hermano gemelo de Jason Collins, también jugador profesional de baloncesto.

## Carrera

### Universidad
Collins se graduó en el Instituto Harvard-Westlake y en la Universidad de Stanford. Fue dos veces All American, finalizando noveno en rebotes en la historia de Stanford con 706, y octavo en tapones con 68.

### NBA
Fue seleccionado por Utah Jazz en el puesto 53 de la segunda ronda del Draft de la NBA de 2001. Jugador ofensivamente limitado, su rol no cobró importancia en ningún momento de su carrera, teniendo su temporada rookie en Utah (6.4 puntos y 4.2 rebotes) como la mejor de su carrera.
[actualizar]

### Entrenador
El 3 de julio de 2014, se unió el cuerpo técnico de los Golden State Warriors junto al entrenador Steve Kerr. Desde su llegada, la franquicia ha ganado tres campeonatos.
En junio de 2021, Collins y los Warriors llegaron al acuerdo de rescindir el contrato.
El 4 de agosto de 2021, se une al cuerpo técnico de New Orleans Pelicans como técnico asistente.

## Estadísticas de su carrera en la NBA

### Temporada regular
| Año     | Equipo        | PJ  | PT  | MPP  | %TC  | %3P  | %TL  | RPP | APP | ROB | TPP | PPP |
| ------- | ------------- | --- | --- | ---- | ---- | ---- | ---- | --- | --- | --- | --- | --- |
| 2001–02 | Utah          | 70  | 68  | 20.6 | .461 | .000 | .740 | 4.2 | .8  | .4  | .3  | 6.4 |
| 2002–03 | Utah          | 22  | 7   | 19.1 | .442 | .000 | .710 | 2.7 | .6  | .2  | .3  | 5.5 |
| 2003–04 | Utah          | 81  | 31  | 21.4 | .498 | .000 | .718 | 3.9 | 1.0 | .3  | .2  | 6.0 |
| 2004–05 | Utah          | 50  | 38  | 19.2 | .414 | .000 | .697 | 3.3 | 1.2 | .2  | .1  | 4.3 |
| 2005–06 | Utah          | 79  | 41  | 21.9 | .461 | .000 | .717 | 4.2 | 1.2 | .5  | .3  | 5.3 |
| 2006–07 | Utah          | 82  | 9   | 11.1 | .441 | .000 | .651 | 2.1 | .7  | .2  | .1  | 2.5 |
| 2007–08 | Utah          | 70  | 9   | 10.0 | .439 | .000 | .622 | 1.7 | .5  | .1  | .1  | 1.7 |
| 2008–09 | Utah          | 26  | 3   | 7.7  | .457 | .000 | .727 | 1.4 | .3  | .1  | .0  | 1.5 |
| 2009–10 | Phoenix       | 34  | 10  | 7.7  | .387 | .000 | .400 | 1.8 | .2  | .1  | .1  | 1.0 |
| 2010–11 | L.A. Clippers | 23  | 0   | 6.8  | .333 | .000 | .700 | .7  | .0  | .2  | .0  | .7  |
| 2010–11 | Portland      | 5   | 0   | 4.8  | .167 | .000 | .000 | 1.4 | .2  | .0  | .0  | .4  |
| Total   | Total         | 542 | 216 | 15.8 | .455 | .000 | .699 | 2.9 | .8  | .3  | .2  | 3.9 |

### Playoffs
| Año     | Equipo  | PJ | PT | MPP  | %TC  | %3P  | %TL   | RPP | APP | ROB | TPP | PPP |
| ------- | ------- | -- | -- | ---- | ---- | ---- | ----- | --- | --- | --- | --- | --- |
| 2001–02 | Utah    | 4  | 4  | 11.8 | .556 | .000 | 1.000 | 1.8 | .0  | .0  | .0  | 5.5 |
| 2006–07 | Utah    | 13 | 0  | 8.5  | .333 | .000 | .529  | 1.5 | .4  | .3  | .0  | 1.2 |
| 2007–08 | Utah    | 5  | 0  | 4.0  | .000 | .000 | .000  | 1.2 | .2  | .2  | .2  | .0  |
| 2008–09 | Utah    | 3  | 3  | 11.7 | .200 | .000 | .750  | 3.3 | .3  | .3  | .0  | 2.7 |
| 2009–10 | Phoenix | 11 | 10 | 10.5 | .333 | .000 | 1.000 | 1.5 | .0  | .1  | .1  | 1.1 |
| Total   | Total   | 35 | 17 | 9.3  | .380 | .000 | .655  | 1.7 | .2  | .2  | .1  | 1.6 |